# 瓦伊阿庫
瓦伊阿庫（英語：Vaiaku）是南太平洋島國圖瓦盧富纳富提風加法列島的一個村莊，位於風加法列島南海岸，也是圖瓦盧国家银行的所在地。根據2002年人口普查顯示，人口516人。

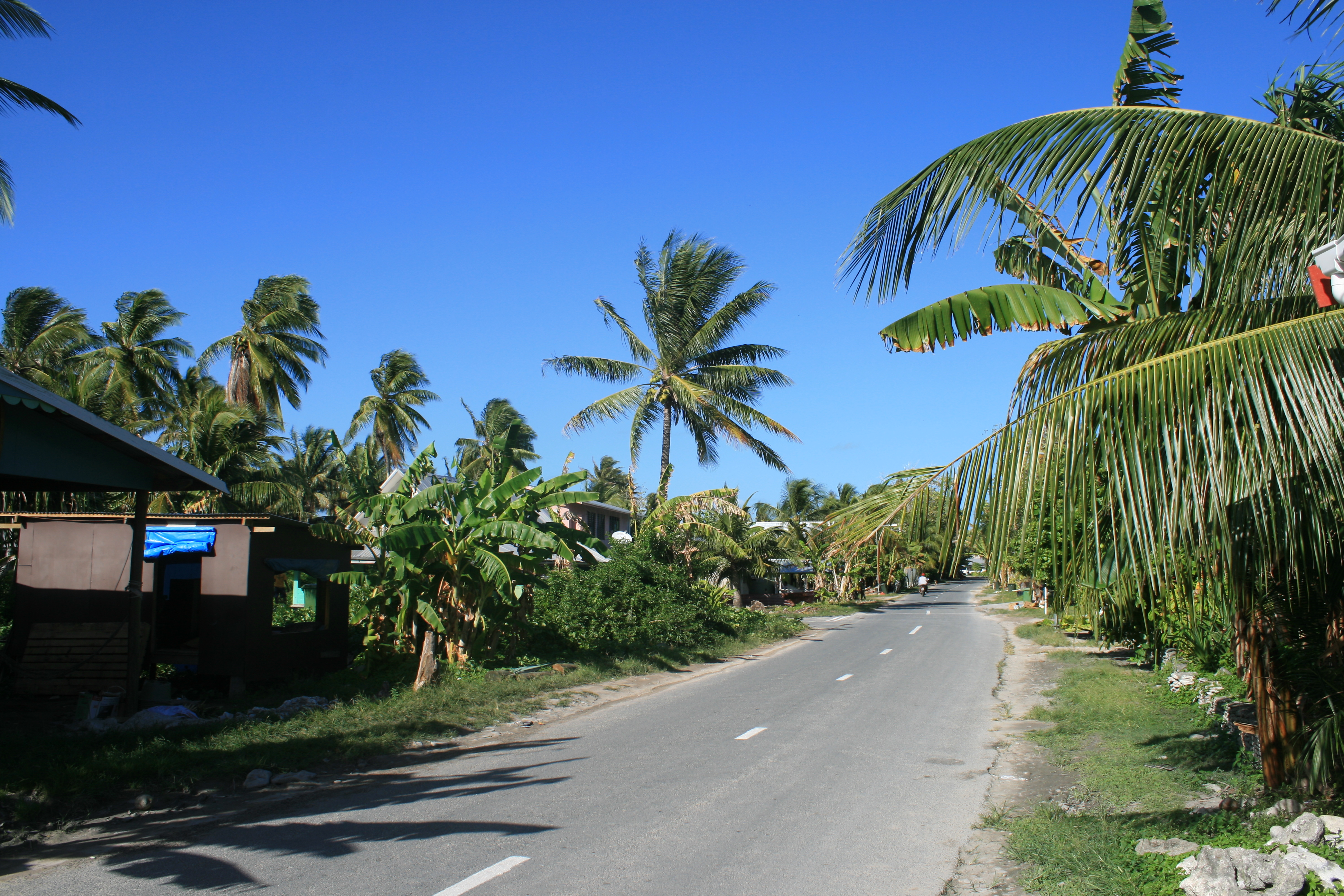
2011的瓦伊阿库